# Karel De Gucht

Karel De Gucht

Karel Lodewijk Georgette Emmerence De Gucht (* 27. Januar 1954 in Overmere, heute zu Berlare) ist ein flämisch-belgischer Jurist und Politiker (Flämische Liberale und Demokraten). Von 2004 bis 2009 war er belgischer Außenminister. Er war von 2010 bis 2014 Kommissar für Handel in der EU-Kommission Barroso II.  Am 1. November wurde er von der Schwedin Cecilia Malmström abgelöst, die vorher EU-Innenkommissarin war.

## Leben und politische Karriere
De Gucht ist Sohn eines Landwirts aus Overmere. Er erhielt 1971 sein Abschlusszeugnis am Athénée royal von Aalst in Ostflandern, 1976 erwarb er seine Rechtslizenz an der Vrije Universiteit Brussel. Neben seiner Rechtsanwaltskarriere engagierte er sich auch in der Politik. De Gucht ist Mitglied einer Freimaurerloge.
Karel De Gucht ist Mitglied der Partei Flämische Liberale und Demokraten, deren Vorsitzender er von 1999 bis 2004 war. Von 1980 bis 1994 war er Abgeordneter des Europäischen Parlamentes, 1994 bis 1995 des Belgischen Senats, 1995 bis 2003 des Parlaments der Flämischen Gemeinschaft. Bei den Parlamentswahlen 2003 wurde er ins Belgische Abgeordnetenhaus gewählt und war seit dem 18. Juli 2004 Außenminister, zunächst unter Regierungschef Guy Verhofstadt und seit 2008 unter Yves Leterme und Herman Van Rompuy. Mit dem Wechsel in die EU-Kommission hat er das Amt des Außenministers aufgegeben. Sein Nachfolger wurde Yves Leterme.
Im Jahr 2006 war De Gucht Vorsitzender der OSZE.
Mit Wirkung ab dem 17. Juli 2009 bestimmte ihn die EU-Kommission zum Nachfolger von Louis Michel als EU-Kommissar für Entwicklung und humanitäre Hilfe.
Von Februar 2010 bis 2014 Kommissar für Handel in der EU-Kommission Barroso II. Am 1. November wurde er von der Schwedin Cecilia Malmström abgelöst, die vorher EU-Innenkommissarin war.
2010, 2012 und 2015 nahm De Gucht an der Bilderberg-Konferenz teil.

## Privatleben
Karel de Gucht ist mit Mireille Schreurs verheiratet, Polizeirichterin in Aalst. Jean-Jacques De Gucht, Mitglied des belgischens Senats, ist ihr gemeinsamer Sohn.

## Kontroversen
Auf einer Afrikareise im Jahre 2004 löste De Gucht eine diplomatische Verstimmung aus, als er äußerte, es gebe ein Problem mit der politischen Klasse der Demokratischen Republik Kongo. Er zog die Fähigkeit der Regierung in Zweifel, die Korruption zu bekämpfen. Nachdem er Präsident Joseph Kabilas Regierung als chaotisch gekennzeichnet hatte, warf ihm der Minister für Information, Henri Mova Sakanyi, Rassismus und koloniale Nostalgie vor und verglich ihn mit „Tintin in the Congo“. De Gucht lehnte es ab, seine Feststellung zurückzuziehen.
Im Juni des Jahres 2005 verursachte De Gucht eine diplomatische Verstimmung, als er den Premierminister der Niederlande Jan Peter Balkenende als Mischung von Harry Potter und einem starren Bourgois ohne Charisma verglich.
2007 sagte er in einem Interview mit Flanders Info über den Vertrag von Lissabon, das Ziel des Verfassungsvertrages sei gewesen, lesbar zu sein, das Ziel dieses (jetzigen) Vertrags sei, unlesbar zu sein. Die Verfassung habe Klarheit zum Ziel gehabt, während der jetzige Vertrag unklar sein musste. Das sei ein Erfolg.
Im November 2008, als De Gucht Minister der belgischen Bundesregierung war, wurde er des Insiderhandels in einem Fall von drohender Insolvenz und folgender Verstaatlichung und Verkauf der Fortis Bank beschuldigt: Am 3. Oktober 2008 hatten seine Ehefrau Mireille Schreurs und der Schwager ihren Anteil bei der Fortis Bank nach einer Krisensitzung der Regierung zur Auseinandersetzung mit der prekären Lage der Bank verkauft, Stunden bevor öffentlich bekannt gemacht wurde, dass der niederländische Zweig der Bank verstaatlicht und die teilweise verstaatlichten luxemburgischen und belgischen Teile der Bank an BNP Paribas verkauft würden.
In einem Interview mit dem öffentlichen Rundfunksender VRT zum Thema des Friedensprozesses in Palästina und die Washingtoner Gespräche im September 2010 zeigte De Gucht Skepsis hinsichtlich des Friedensprozesses. Er äußerte, man solle die jüdische Lobby im Kapitol nicht unterschätzen. Es sei die am besten organisierte Lobby, man solle ihren Einfluss auf die amerikanische Politik nicht unterschätzen, wobei keine Rolle spiele, ob es Republikaner oder Demokraten seien. Er fuhr fort, man solle die Meinung der Juden außerhalb Israels nicht unterschätzen. Es gebe unter den meisten den Glauben, anders sei es kaum zu beschreiben, dass sie im Recht seien. Einem Glauben sei mit rationalen Argumenten nur schwer zu begegnen. Es sei dabei nicht so wichtig, ob es religiöse Juden seien oder nicht. Auch nichtreligiöse Juden teilten denselben Glauben, im Recht zu sein. Daher sei es schwer, auch mit gemäßigten Juden, eine rationale Diskussion darüber zu führen, was im Nahen Osten wirklich vor sich geht. Es sei ein sehr emotionales Thema.
Der European Jewish Congress (EJC) bezeichnete die Äußerungen als antisemitisch und verlangte eine Entschuldigung. De Gucht antwortete darauf, dass er seine persönliche Meinung geäußert habe, und bedauerte, dass sie falsch verstanden worden wäre. Er machte klar, dass er den Antisemitismus ablehne.
Seine Äußerungen wurden vom Simon Wiesenthal Center 2010 auf die Liste der Top Ten Anti-Semitic/Anti-Israel Slurs gesetzt.
Im April 2012 wurde er für die Behauptung angegriffen, Irland sei schon aus der Rezession heraus, obwohl Irland noch 15 % Arbeitslose hatte.

## Amtsführung als Kommissar für Handel in der Europäischen Kommission

### Griechenland
Im Mai 2012 gab er bekannt, dass die Europäische Zentralbank und die Europäische Kommission an Notfall-Szenarien arbeiten für den Fall, dass es Griechenland nicht schafft. Der Staat Griechenland müsse zu den Vereinbarungen über Sparen und Reformen stehen, das sei „die einzige rationale Option“. Er warnte vor dem „Endspiel“.

### ACTA
De Gucht war ein Befürworter des internationalen Handelsvertrags ACTA. Am 1. März 2012 vertrat er als Handelskommissar bei einer Veranstaltung im Europäischen Parlament die Seite der Befürworter von ACTA. Der die Öffentlichkeit ausschließende Verhandlungsstil und der Einfluss von Lobbyisten wurde kritisiert.

### Strafzölle für chinesische Solarmodule
De Gucht befürwortete 2013 gegen Bedenken Deutschlands und anderer EU-Mitgliedstaaten die Verhängung von Strafzöllen gegen China wegen Dumpings im Handel mit Solarpaneelen.

### TTIP
Als Chefunterhändler mit den USA um das Transatlantische Freihandelsabkommen (TTIP) vertrat De Gucht nachdrücklich den Standpunkt, dass dieses Abkommen ein Wachstumsmotor sei, der neue Arbeitsplätze schaffe. Dies wurde von namhaften Kritikern wie Gabriel Felbermayr vom Ifo Institut für Wirtschaftsforschung in Zweifel gezogen. Außerdem wurde De Gucht fehlende Transparenz der Verhandlungen vorgeworfen. Sie hätten den Charakter von Geheimverhandlungen.
Auf starke Kritik stieß in Frankreich seine Äußerung vom 6. März 2013 in einem Interview mit Le Monde, Frankreich sei kein Land des freien Handels. Er kritisierte Minister Arnaud Montebourg hinsichtlich des Freihandelsabkommens als zu defensiv.
Am 20. Januar 2014 entschied De Gucht, Teile der Freihandelsgespräche für drei Monate auszusetzen, da kritische Fragen, zum Beispiel zum Investitionsschutz, geklärt werden müssten.
Gleichwohl befürchtete De Gucht, der die Verhandlungsgruppe der EU führt, dass das transatlantische Abkommen am Ende scheitern könnten – und zwar am Widerstand einzelner nationaler Parlamente. Ein Veto im Bundestag, in der französischen Nationalversammlung oder im spanischen Parlament könnte das gesamte Abkommen zu Fall bringen.
Um diesem Risiko vorzubeugen, bereitete De Gucht nach SZ-Informationen eine Klage gegen die Mitgliedstaaten vor dem Europäischen Gerichtshof vor. Er will von dem Gerichtshof klären lassen, wer am Ende über das Abkommen abstimmen darf – und wer nicht. Streitpunkt ist, dass für Handelsfragen innerhalb der Europäischen Union in der Regel die Brüsseler Kommission zuständig ist.
EU-Kommissar Karel De Gucht bezeichnete die etwa 100.000 Antworten von Bürger(inne)n auf die von ihm vorgeschlagenen Investorenklagen in den Handels- und Investitionsabkommen TTIP und CETA als „regelrechte Attacke“ und vermutete eine „konzertierte Aktion“.
In einer Reportage mit Monitor vom Januar 2014 wurde De Gucht mit einer Langzeitstudie  über die Auswirkungen von TTIP auf die Wirtschaft konfrontiert, die er selbst in Auftrag gegeben hatte. Die Studie prognostizierte eine Steigerung des Bruttosozialprodukts um nur 0,05 Prozent pro Jahr. De Gucht unterbrach an dieser Stelle das Interview: „Let’s not argue with numbers. Ich sage ihnen, wir werden die meisten Handelshemmnisse abschaffen.“